# Eric Garcia (Schriftsteller)
Eric Garcia (* September 1972 in Miami, Florida) ist ein US-amerikanischer Schriftsteller und Autor von gesellschaftskritischen Romanen sowie Drehbuchautor und Produzent.

## Werdegang
Garcia studierte an der Cornell University Englisch und Medienwissenschaften, wechselte jedoch an die University of Southern California, wo er auch seinen ersten Roman Anonymous Rex im Jahre 1999 fertigstellte.
Mit Casual Rex führte er im Jahr 2001 seine Rex-Reihe fort, der Roman erzählte die Vorgeschichte von Anonymous Rex, eine Tatsache, die nicht auf dem Klappentext festgehalten war, sondern sich erst dem aufmerksamen Leser erschloss. So verwirrte es einige Leser, die Casual Rex für eine Fortsetzung hielten, dass dort Charaktere auftraten, die in Anonymous Rex bereits gestorben waren.
2002 wurde vom Verlag Random House der Roman Matchstick Men, zu deutsch: Strichmännchen, deutsche Übersetzung unter dem Titel Tricks verlegt, der einen vollkommen neuen Stil verglichen mit seinen bisherigen Romanen offenbarte. Warner Brothers hatte sich rechtzeitig vorher die Filmrechte gesichert und verpflichtete Ridley Scott als Produzenten, Nicolas Cage als neurotischer Trickbetrüger Roy Waller, Sam Rockwell und Alison Lohman in den Hauptrollen.
Im Juni 2007 wurde verkündet, Jude Law und Forest Whitaker würden die Hauptrollen in Repo Men, einem sich im Schreiben befindenden Roman, übernehmen. Das Drehbuch schrieb Garcia zusammen mit Garrett Lerner. Der Film beruht auf dem Roman aus dem HarperCollins-Verlag, erschienen 2009 unter dem Titel The Repossession Mambo. Der Titel des Filmes wurde jedoch in Repo Men abgewandelt.

## Verfilmungen
- Repo Men (2010) (Roman „The Repossession Mambo“)
- Anonymous Rex (2004) (Roman „Anonymus Rex“)
- Tricks (2003) (Roman „Matchstick Men“)

Bei der Verfilmung seines Romans Anonymous Rex wirkte er als mitausführender Produzent mit.